# Irena Hrstić
Irena Hrstić (ur. 28 października 1969 w Puli) – chorwacka lekarka, nauczycielka akademicka i polityk, od 2024 minister zdrowia.

## Życiorys
Absolwentka medycyny na Uniwersytecie w Zagrzebiu (1994), doktoryzowała się w 2008. Z zawodu lekarska, uzyskała specjalizacje w zakresie chorób wewnętrznych (2001) oraz gastroenterologii i hepatologii (2003). Zawodowo była związana m.in. ze szpitalem uniwersyteckim w Zagrzebiu. Została także wykładowczynią na wydziale medycznym Uniwersytetu w Rijece i w szkole pielęgniarskiej w rodzinnej miejscowości. W latach 2013–2024 pełniła funkcję dyrektora szpitala ogólnego w Puli.
Działaczka Chorwackiej Wspólnoty Demokratycznej, stanęła na czele jej struktur w Puli. W lipcu 2024 została sekretarzem stanu w resorcie zdrowia. W listopadzie tegoż roku premier Andrej Plenković powierzył jej czasowo kierowanie tym ministerstwem. W grudniu 2024 została powołana na urząd ministra zdrowia w jego trzecim rządzie.